# Lo Spino
La piccola necropoli dello Spino si trova all'isola d'Elba, sull'altopiano soprastante il paese di Seccheto e non distante dal sito megalitico dei Sassi Ritti, all'altitudine di 332 m. 
Il sito ospita alcune tombe a cassetta d'età villanoviana inquadrabili agli inizi del IX secolo a.C. L'intero complesso è probabilmente riconducibile ai vicini siti archeologici delle Mure e di Pietra Murata.